# عبد الفتاح الفريسي
عبد الفتاح الفريسي (01 أكتوبر1966): عالم متخصص في الدراسات الإسلامية وخبير في الدراسات القرآنية.

## النشأة والتعليم
◇ ولد الفريسي سنة 1966 بزنقة القناصل بمدينة الرباط القديمة، ونشأ بمدينة الرباط، وقد درس القرآن في الكتاب بحومة السوق التحتي بالرباط، ثم عند الفقيه عبد الرحمن الصحراوي بمسجد الفتوحات بحي بالتقدم، كما درس الابتدائي بمدارس إدريس الأول ثم المرابطين بالرباط، وإعدادية عمرو عالم بحي التقدم، وثانوية علال الفاسي بالرباط.
◇ جمع الفريسي في مسيرته الدراسية بين التعليم العام والتعليم الديني الشرعي، حيث درس بالمركز الديني التابع لمسجد السنة ودار القرآن بالمدينة العتيقة والتي التابعة لرابطة المجودين على يد مجموعة من الأساتذة والعلماء كالأستاذ محمد الأزرق ومحمد حكم والدكتور محمد يسف والشيخ محمد البودراري، والشيخ محمد ابن المهدي العلوي، والعلامة مولاي مصطفى العلوي والأستاذ عثمان جوريو والشيخ محمد بربيش والمقرئ عبد الحميد احساين والفقيه محمد الرزكي والمقرئ محمد الكنتاوي وغيرهم.
◇ كما استفاد من العديد من العلماء داخل المغرب وخارجه في العديد من العلوم ومن هؤلاء الشيخ المكي بن كيران بفاس المغربية والشيخ أحمد الرزيقي بمصر والشيخ إبراهيم الاخضر بالمدينة المنورة
◇ وبعد حصوله على شهادة البكالوريا (الثانوية العامة)، التحق بشعبة الدراسات الاسلإمية بكلية الآداب والعلوم الإنسانية بالرباط، وحصل بها على الإجازة ثم دبلوم الدراسات العليا المعمقة في علوم القرآن الكريم، كما حصل على شهادة الدكتوراه في الدراسات الإسلامية بميزة مشرف جدا، في موضوع: (منهج الإمام المهدوي (ت: 440 هـ) في توجيه القراءات السبع).

## مشاركاته القرآنية
ـ في سنة 1989 مثل المغرب في المسابقة الدولية في حفظ وتجويد القرآن الكريم بمكة المكرمة حيث حصل على الرتبة الرابعة
ـ في سنة 1990 مثل المغرب في المسابقة الدولية للقرآن الكريم في حفظ وتجويد القرآن الكريم بالجماهيرية الليبية حيث حصل على الرتبة الأولى، مع توصية تنويهية وتقديرية موجهة للمملكة المغربية.
ـ في سنة 1992 مثل المغرب في المسابقة الدولية للقرآن الكريم بالمملكة الماليزية حيث حصل على الرتبة الثالثة مع شهادة التنويه والشرف

## إجازاته
تلقى الفريسي العلوم العربية والإسلامية على يد العشرات من العلماء والشيوخ، ومنهم من أجازهُ في العديد من الفنون والعلوم، ومن بين أجازاتهِ التالي:
- إجازة في قراءة نافع براوييه من الشيخ محمد بربيش الرباطي .
- أجازة في القراءات السبع من المقرئ صفاء الدين الأعظمي العراقي.
- إجازة في القراءات العشر الصغرى والكبرى.
- إجازة بمرويات علمية في الفقه والحديث والسيرة النبوية والأدب وغيرها من العلوم من مجموعة من الشيوخ والعلماء.

## أولاده
تزوج الفريسي عام 1990م وأنجب من زوجته حفظها الله أربعة اولاد وهم:
- محمد الأمين الفريسي من مواليد 1993 م، دكتوراه في العلوم الطبية.
- أسامة الفريسي من مواليد 1995م ، رجل أعمال خريج جامعة Ottawa للتجارة والتدبير بكندا.
- سلمان الفريسي من مواليد 1999م ، مهندس دولة في الهندسة الصناعية.
- زايد الفريسي من مواليد 2012 تلميذ بالإعدادي.

## تكريمه
- في سنة 1994 تم اختياره للمشاركة في المهرجان الدولي للقرآن الكريم لكبار القراء بجمهورية باكستان اللإسلامية بمشاركة بعض كبار القراء العالميين من أمثال الشيخ محمود حسين منصور والشيخ عبد العزيز عكاشة كلاهما من مصر، والشيخ إبراهيم الاخضر ومحمد أيوب كلاهما من السعودية.
- في عام 2017 مثل المغرب في المهرجان الدولي للقرآن الكريم بجمهورية بانغلاديش مع مجموعة من كبار القراء العالميين،
- في نفس العام تم تكريمه بحضوره ضيف شرف بالمهرجان الدولي للقرآن الكريم بالجمهورية الجزائرية الشقيقة.

## عمله
شغل عبد الفتاح الفريسي مجموعة من المهام العلمية:
- في سنة 1989 شغل منصب الإمام والخطيب في مسجد الشيخ زايد بعين خلوية بمدينة الرباط، كما تشرف بالقيام بنفس المهمة بمسجد قصر الشيخ زايد بن سلطان رئيس دولة الإمارات العربية المتحدة، ويقوم وإلى اليوم بمهمة الإمام والخطابة والسهرعلى الشعائر الدينية  بديوان ولي عهد أبو ظبي بدولة الإمارات العربية المتحدة، مكتب المغرب.
- في سنة 2004 تم اختياره أستاذا لمادة القرآن الكريم وعلومه للفوج الأول في معهد تكوين الأئمة والمرشدين والمرشدات.
- في سنة 1993 عمل أستاذا لعلوم القرآن بمدرسة دار القرآن عبد الحميد احساين بالرباط
- عمل خلال الموسم الدراسي 2007/2006 مديرا عاما بمدرسة الريفي الخاصة للتعليم العتيق بحي النهضة بالرباط، بعدها أن قام بتأسيسها ووضع برنامجها الإداري والأكاديمي
- يعمل وإلى اليوم مديرًا عاما لمؤسسة الحاج البشير للتعليم العتيق بمدينة تمارة المغربية.

## مؤلفاته
1. ضوابط القراءة الصحيحة وهو في الأصل بحث لنيل الإجازة في الدراسات الإسلامية 1989
2. منهج الإمام المهدوي في تعليل وجوه القراءات السبع وهوفي الأصل أطروحة بحث نال به درجة الدكتوراه بميزة مشرف جدا عام 2005
3. (مشارق الأنوار) في فقه الدعاء من القرآن الكريم والسنة الصحيحة وعيون الأثر.
4. تقريب البارع في قراءة الإمام نافع وهو شرح لنظم البارع لابن آجروم الصنهاجي المتوفى عام 723 هـ
5. (ري الظمآن في القراءات السبع) للإمام المهدي متجينوش الرباطي المتوفى عام 1344 هـ: دراسة وتحقيق
6. نظم (سند الإمام متجينوش) للإمام المهدي متجينوش الرباطي المتوفى عام 1344 هـ: دراسة وتحقيق
7. (الأقنوم في مبادئ العلوم) لعبد الرحمن بن عبد القادر الفاسي (علوم القرآن) دراسة وتحقيق
8. (التشوف لمبادئ التصوف) في شرح لكتاب مبادئ التصوف وهوادي التعرف للإمام عبد الواحد بن عاشر.
9. (الأربعون الفريسية) أربعون حديثا في آداب القرآن الكريم وفضائله.
10. تشنيف المسامع شرح الدرر اللوامع في قراءة نافع لمحمد بن محمد الخصاصي دراسة وتحقيق
11. (إسماع المساعد وإقماع المعاند بترغيب الشارع في قراءة القرآن جماعة في المساجد) للإمام العلامة عمرو الكميتي الأزموري : دراسة وتحقيق